# 姬松停留場
姬松停留場（日语：／ Himematsu teiryūjō */?）是一個位於日本大阪府大阪市阿倍野區帝塚山一丁目，屬於阪堺電氣軌道上町線的停留場。車站編號為HN06。

### 車站構造
對向式月台2面2線的地面車站。

## 相鄰停留場
阪堺電氣軌道
■上町線
北畠（HN05）－姬松（HN06）－帝塚山三丁目（HN07）